# محمد لحبيب
هو محمد لحبيب ولد أعمر ولد المختار ولد الشرغي ولد اعلي شنظورة، وهو أحد أشهر أمراء الترارزة على الإطلاق

## زوجاته
تزوج محمد لحبيب بابنة عمه ورزق منها ابنه البكر سيدي ثم تزوج من فاطمَة بنت محمد ولد سيد أحمد الدمانية سليلة شيخ أولاد دمان وله منها ستة أبناء هم أحمد سالم ووإبراهيم السالم وأعمر سالم ولفجح ولبات ومحمد سالم، وتزوج بالأميرة «اچمبتْ امْبُودْجْ» أميرة والو ورزق منها بابنه اعلي أمير الضفتين.

## ظروف زواجه من أميرة والو
تزوج الأمير محمد لحبيب ابنة أمير الوالو الأميرة «اچمبتْ امْبُودْجْ» سنة 1833 وكان من نتائج ذلك تجمع المملكتين في يده وقد اعترض حاكم السنغال بشدة على ذلك وقام بشن حملتين متلاحقتين ضد الترارزة ووالو.
وفى سنة 1854 عُين النقيب لويس فيدرب " Louis Faidherbe " المعروف عند البظان ب "امّيْسَ فدْرُو" حاكما للسنغال في وقت كان الوضع بين الفرنسيين والأمير محمد لحبيب متأزما وبنى فيدرب سياسته على تقوية السيطرة الفرنسية في السنغال وتوسيع نطاقها والضغط على القبائل الموريتانية، وإعادة صياغة العلاقات الفرنسية معها واكتشاف موريتانيا وجمع المعلومات عنها ولخص فيدرب برنامجه التوسعي اتجاه موريتانيا بقوله: "لا بد من أن نملى إرادتنا على رؤساء المور من أجل تجارة الصمغ، كما يجب إلغاء موانئ التبادل التجاري... باستخدام القوة إذا فشلت وسائل الإقناع، وينبغي إلغاء كل الإتاوات.. وعلينا أن نكون أسياد النهر، كما يجب تحرير " والو " بانتزاعها من الترارزة، وحماية المزارعين على الضفة اليسرى ضد المور.

## تحالفه مع لبراكنة ضد الفرنسيين
مواجهة لذلك تم التحالف بين الترارزة والبراكنه فقد أبرم محمد لحبيب حلفا مع أمير لبراكنة امحمد ولد محمد ولد سيدي محمد، وتم التقارب بين الطرفين المتحاربين بمبادرة من الشيخ سيديا الكبير الذي هيأ اللقاء بينهما في حصرة «تندوجه» التي حضرها كبار شيوخ وأعيان الترارزه ولبراكنة وآدرار وتم خلالها الإتفاق على توحيد الجبهات للتصدي للنصارى المتربصين وما وثبة الشيخ سيدي محمد ولد الشيخ سيديا «حماة الدين» إلا صدى واستجابة واعية لتك التربصات.
شن حلف الترارزه ولبراكنه هجوما على سان لوي سنة 1855م، وفي سنة 1856أسسوا محلة مشتركة قرب سهوة الماء وكان من نتائج تلك المناوشات أن أفضت إلى توقيع اتفاقية مع كل من أمراء الترارزة والبراكنة وإدوعيش، حددت فيها موانئ التبادل التجاري: مينائي «ماتام وبكّلْ» للتبادل مع إدوعيش ميناء «پُودُور» للتبادل مع لبراكنه ْ، ومينائي «دگانه وسان لوي» للتبادل مع اترارزه.
ويتعهد الحاكم الفرنسي من طرفه بأن يحذر التجار الفرنسيين من المتاجرة خارج الموانئ المذكورة، على أن يتقاضى الأمراء البظان نسبة مئوية من محصول بيع الصمغ الذي يتم تبادله على الضفة اليمنى لنهر السنغال.

## صراعه مع إخوته
عرفت الإمارة في عهد محمد لحبيب استقرارا نسبيا رغم حروبه المنهكة مع فرنسا وآدرار والصراع الداخلي بين محمد لحبيب وإخوته الذي عمل فيدرب على إذكائه فقد هاجرت خندوسه من أولاد أحمد من دامان مع اعلي خملش وأحمد لليكاط أخوي محمد لحبيب إلى آدرار، وقد قاما بعدة محاولات لنزع الإمارة من أخيهم محمد الحبيب فمن ذلك وقعة «الملحس» سنة 1845 التي كانت بقيادة «اعلي خملش وأحمد ولد الليكاط» بدعم من أميرآدرار وكانت الدائرة على محصر الترارزه بسبب غياب الأمير الذي كان حينها مع محلته في الوالو بالضفة اليمنى لنهر السنغال.
عزم محمد الحبيب لدى قفوله على تصفية أخويه فقتل اعلي خملش حيث دس له بعض اعوانه من قبيلة ارحاحله وفي ذلك يقول أحمد العيده:
محمـدْ لحبيـبْ السلطـان اعلَ سمـعُ حـتّ ماعَـسْ 
اكتلْ خُوهْ اشگيگُ فالمانْ:: دايرْ بيه اخلاصْ الملحسْ
أما أحمد لليكاط فيروي ابن حامد أنه هاجر إلى تيرس وقتلته شيعة الأمير محمد لحبيب سنة 1849

## غزوه لآدرار
عندما تخلص محمد الحبيب من اخويه قرر غزو آدرار وإتمام الصلاة فيه أربعا بمعنى الإقامة في مقر الأمير فوق أربعة أيام، وكما دعم أمير آدرار أحمد العيدة أخوي الأمير الثائرين اعلي خملش وأحمد لليكاط " فقد دعم الأمير محمد لحبيب وآوى الثائر المختار الملقب "النَّانْ" شقيق الأمير أحمد العيدة الذي نازعه الإمارة واصطحبه الأمير محمد لحبيب معه في غزوه لآدرار سنة 1855 خرّيتًا ليدله على طريق آدرار.
وصل محمد لحبيب «كنوال وأطار وامحيرث» وصلى في أطار متمما في حين لجأ أمير آدرار أحمد العيده إلى شنقيط لتنظيم قواته، وقام جيش محمد لحبيب بحرق نخل الأمير وفي ذلك يقول «ولد مانو»:
أحمدْ نخلُ ما يندخلْ:: گالُ بـيــه الـتـجــاربْ 
حـرّ لمـا ظــلْ انـخـلْ:: يُحرّگ وأحمـد هـاربْ

## اغتياله
خطط أبناء إخوة الأمير محمد الحبيب لقتله فغدروه ليلا سنة 1860 يقودهم سيد أحمد ولد اعل خملش وقد أرخ لوفاته هو والشيخ محنض باب بن اعبيد الديماني الذي توفي معه في شهر واحد العلامة محمذن فال بن متالي بقوله فالله شهر عب بدا ومختما.... وقد قال ولد متالي عنه: لقد قتلتم الأمير العادل.